# Sherman (Maine)
Pour les articles homonymes, voir Sherman.
Sherman est une ville située dans l’État américain du Maine, dans le comté d’Aroostook (district 1). Sa population est de 848 habitants selon le dernier recensement de 2010.

## Géographie
|                                       | Stacyville (Maine), Patten (Maine) | Crystal (Maine)      |
|                                       | Sherman                            | Amity (Maine)        |
| Hay Brook (Maine), Grindstone (Maine) | Benedicta (Maine), Medway (Maine)  | Silver Ridge (Maine) |

La ville a une superficie totale de 40,53 milles carrés (105 km2), dont 40,04 milles carrés (104 km2) sont des terres et 0,49 milles carrés (1 km2) de l’eau.
Sherman est traversé par le Molunkus Stream, un affluent de la rivière Mattawamkeag. Deux lacs se trouvent sur son territoire : le lac Mud Pond et le lac Macwahoc, relativement peu profond, aussi appelé lac Macwahoc supérieur, qui est le plus grand des deux,.
La ville culmine à 722 pieds, soit 159 mètres.

### Climat
Le climat à Sherman est de type continental humide avec été tempéré. Il y neige pendant six mois dans l'année, à raison, en moyenne, de 11 jours par mois en novembre, 24 jours en décembre, 26 jours en janvier, 22 jours en février, 21 jours en mars et 6 jours en avril.
| Mois      | Température minimale moyenne | Température maximale moyenne | Température minimale enregistrée | Température maximale enregistrée |
| --------- | ---------------------------- | ---------------------------- | -------------------------------- | -------------------------------- |
| Janvier   | - 15 °C                      | - 4 °C                       | - 34 °C (1995)                   | 11 °C (2013)                     |
| Février   | - 15 °C                      | - 3 °C                       | - 33 °C (1993)                   | 12 °C (2017)                     |
| Mars      | - 9 °C                       | 2 °C                         | - 30 °C (2011)                   | 25 °C (2012)                     |
| Avril     | - 2 °C                       | 9 °C                         | - 17 °C (2015)                   | 26 °C (1990)                     |
| Mai       | 5 °C                         | 17 °C                        | - 5 °C (1997)                    | 33 °C (1992)                     |
| Juin      | 10 °C                        | 22 °C                        | 0 °C (2012)                      | 33 °C (2003)                     |
| Juillet   | 13 °C                        | 25 °C                        | 4 °C (2001)                      | 33 °C (2002)                     |
| Août      | 12 °C                        | 25 °C                        | 4 °C (2001)                      | 33 °C (2002)                     |
| Septembre | 8 °C                         | 20 °C                        | - 3 °C (2002)                    | 33 °C (2010)                     |
| Octobre   | 3 °C                         | 13 °C                        | - 8 °C (2002)                    | 26 °C (2011)                     |
| Novembre  | - 3 °C                       | 6 °C                         | - 19 °C (1995)                   | 18 °C (1996)                     |
| Décembre  | - 10 °C                      | - 1 °C                       | - 29 °C (1993)                   | 12 °C (2018)                     |

## Démographie
La ville compte 848 habitants selon le dernier recensement de 2010, ce qui représente un déclin de 9,5 % par rapport au recensement décennal de 2000. Elle est composée à cette date à parité d'hommes (424) et de femmes (424). La population est répartie en 363 foyers. L'âge moyen des habitants est de 48 ans, soit cinq années de plus que l'âge moyen des résidents de l'État du Maine.
Toujours en 2010, le revenu moyen des ménages est estimé à 37 722 dollars (contre 27 574 dollars en 2000), le revenu moyen dans l'État se situant à 53 079 dollars.
La population serait d'ascendance irlandaise pour 34 %, anglaise pour 24 %, française pour 20.2 %, américaine pour 8.3 %, allemande pour 7.8 % et écossaise pour 5.2 %.

## Histoire
Au début du XIXe siècle le sud de l'actuel comté d'Aroostook était divisé en cinq cantons (townships) dont l'un, dénommé alors « Number 3 Range 5 » correspond à l'actuelle ville de Sherman.

### La fondation en 1832

Un camp de bûcherons près du lac Mud Pond, 1888.

Le premier pionnier arrivé à N3 R5 en 1832 est Alfred Cushman, originaire de Summer dans le comté d'Oxford. Le lot de 200 ha qu'il acquit auprès de l'État du Massachusetts dont la région relevait alors, se trouvait au milieu d'une vaste étendue sauvage, couverte de sa forêt originelle, une contrée inoccupée par l'homme à l'exception des équipes d'hardis bûcherons qui établissaient leur camp d'hiver le long des rivières et cours d'eau qui la traversent.

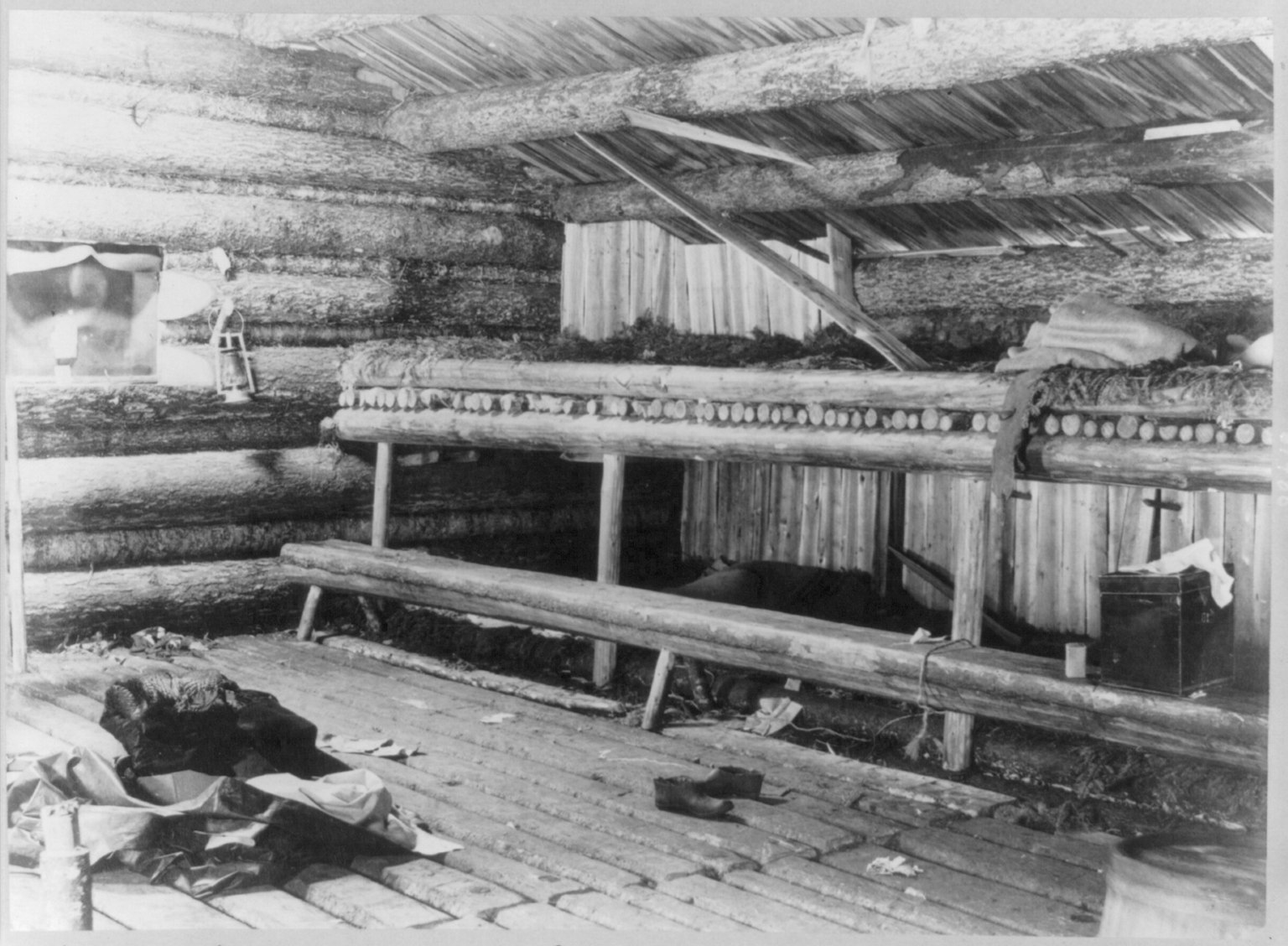
Intérieurs (camp près du lac Mud Pond), 1889.

Après avoir éclairci une clairière et bâti une maison rudimentaire, il fit venir sa famille l'année suivante, qui était provisoirement logée à Molunkus. Alfred Cushman, son épouse et ses trois plus grands enfants firent la route à pied à travers bois sur une distance de 18 milles (29 km), le quatrième encore bébé le faisant dans les bras de son père qui portait de surcroit ses armes. Le lot sur lequel s'installa le premier pionnier était une pente aux terres fertiles qui lui permirent d'implanter une ferme. Les bûcherons des camps voisins étaient ses chalands à qui il vendait son foin et son grain à bon profit. Il fit d'excellentes récoltes, le taux de rendement de ses terres étant élevé. L'année suivant l'établissement d'Alfred Cushman, fut percée à proximité de ses terres la route de Masardis et arriva en 1834 un deuxième pionnier, John Cram, qui venait de Lowell. Il s'installa au sud du lot d'A. Cushman et en 1836 construisit près de sa maison la première taverne de la localité qu'il vendit deux ans plus tard.

### Le développement
Vers 1840, arriva Spaulding Robinson, qui venait lui aussi de Summer. Il construisit une ferme tout en se lançant dans l'exploitation forestière. Il fut suivi par d'autres arrivants dont Richard Boyton qui construisit plus tard en 1850 un hôtel au départ de la route qui conduisait à la branche est du fleuve Penobscot. Cet hôtel ne désemplissait pas de bûcherons qui revenaient de leur camp ou le regagnaient. Les nouveaux arrivants s'installèrent sur une terre très belle nommée Golden Ridge qui donna par la suite son nom à la localité. Toujours en 1840, les lots qui correspondent à l'actuel quartier de Sherman Mills furent défrichés. Les terres étant riches, les fermes prospérèrent.
En 1841, un moulin équipé d'une scie sauteuse fut construit sur le Molunkus Stream, qui brula en 1846 mais fut aussitôt reconstruit par son propriétaire qui lui adjoignit un deuxième moulin, plus petit, pour moudre le grain. En 1856 ces moulins passèrent dans les mains de Spaulding Robinson, devenu une figure locale, qui fonda la firme Robinson & Bean. En 1868, l'entreprise était équipée d'une nouvelle scie sauteuse, d'une scie à latte et d'une raboteuse.
En 1844, les colons de Golden Ridge créèrent l'Union Sabbath school où les enfants apprenaient à lire et à écrire.
Quatre ans plus tard, Morgon L. Gary construisait la première maison en bois sur les Mills où fut installée la poste.
À partir de 1858, des colons défrichèrent le quartier sud-est de la plantation, dénommé East Ridge.
Le canton N3 R5 qui avait été à l'origine organisé avec Benedicta puis avec Island Falls, devint ensuite une plantation séparée sous le nom de Golden Ridge.

### Création de la ville en 1862
La plantation Golden Ridge fondée en 1832 vit sa croissance faiblir pendant la Guerre de Sécession. Mais c'est pendant ce conflit que fut créée  la ville de Sherman dans l'État du Maine le 28 janvier 1862. Elle annexa par la suite des terres de Silver Ridge Plantation en 1870 puis de Crystal Plantation en 1881.
La ville tient son nom de l'abolitionniste John Sherman, sénateur de l'Ohio.
Après la guerre, Sherman retrouva rapidement sa prospérité. En 1867, Leonard C. Caldwell ouvrit un magasin. L'année suivante, furent construits le presbytère et la mairie (town house) et en 1869 l'église fut achevée. La congrégation avait été organisée en 1862 par le révérend W. T. Sleeper qui fut le premier pasteur de la ville.
En 1870, fut établie à Sherman une Loge des Francs-maçons reconnus.
En 1872, un deuxième magasin était ouvert.
En 1877, s'installait une usine de fabrication d'amidon ainsi qu'une tannerie qui fut détruite par un incendie en 1888 et ne fut pas reconstruite.
En 1886, George J. Varney, auteur de la Gazette de l'État du Maine, fait état de la prospérité de la ville qu'il attribue en grande partie à la qualité de ses sols, argileux et fertiles, qui produisent de bonnes récoltes de blé, de pommes de terre et de foin ainsi qu'à la grande variété des essences d'arbres dans la forêt, dont il cite le hêtre, le bouleau, l'érable, la pruche, l'épinette, le pin, le sapin et le tilleul. Il souligne que la bonne économie de la ville ressort dans l'apparence soignée des bâtiments, la présence d'arbres de haute tige dans certaines rues et la qualité des routes.

### Effort de guerre de Sherman
La localité, qui comptait 486 habitants en 1861, fournit 113 soldats lors de la Guerre de Sécession, tous volontaires à l'exception de 12 d'entre eux. 34 furent tués au front ou morts en service. En 1882, la ville érigea dans le cimetière un monument à la mémoire de leur sacrifice, qui fut inauguré le 4 juillet 1882.
Cent ans plus tard, en 1982, a été érigé près de la bibliothèque publique un monument à la mémoire des six frères Caldwell de Sherman qui ont servi pendant la Guerre de Sécession et dont trois sont morts pendant le conflit.

### Epoque contemporaine
Depuis les années 2010, la ville accueille des familles Amish qui ont repris l’exploitation de fermes cultivant la pomme-de-terre. Les premières familles de l'Old Order Amish community à s'être installées dans le Maine en 1996, le firent dans un premier temps à Smyrna où elles fondèrent une entreprise de construction de hangars, Sturdi-Bilt.

## Économie
Dans les années 1880, la ville comptait une usine de féculerie, un moulin à farine et deux scieries. L'usine produisait 200 tonnes d'amidon par an.
De nos jours, le secteur agricole domine l'activité économique de la ville, avec la culture des fraises et des pommes-de-terre, suivi de l'industrie du papier. Ces deux secteurs représentent, respectivement, 23 % et 11 % des emplois en 2016.
Se trouve implanté dans la ville un magasin de proximité de la chaîne Circle K.

## Politique et administration

### Tendance politique
Le comté, qui votait traditionnellement pour le parti démocrate, a vu cette tendance s'inverser lors de l'élection présidentielle de 2016 avec la répartition suivante :
- Hillary Clinton 38,2 %
- Donald Trump 55,4 %
- Autres 6,5 %[10].

Cette tendance s'est confirmée en 2020.
Sherman a pour sa part largement voté en faveur de Donald Trump : 497 voix (contre 157 en faveur de Joe Biden).

## Éducation
A la fin du XIXe siècle, la ville comportait une « Free High School » dirigée par F. S. Bunker de la ville de Cambridge dans le Maine, diplômé du State College d’Orono. Cinquante-huit élèves étaient inscrits en 1878. En 1917, une école secondaire a ouvert ses portes jusqu’en 1967. Depuis, Sherman dispose d'une classe unique, dite  “one-room-school”.

## Culture
La ville dispose d'une bibliothèque publique renfermant 7 368 ouvrages.
S'y trouve aussi une église, l'église baptiste du Calvaire, ainsi que trois cimetières.
Au cœur du village central s'élève un kiosque à musique, avec son stand de restauration pour les Old Home Days, rassemblement social organisé à l'occasion des récoles, qui a lieu chaque fin de semaine de la Fête du travail (Labor Day).
Sherman comporte une villa célèbre inscrite en 1986 sur le Registre national des lieux historiques, qui la considère comme « l’exemple le plus remarquable d’architecture de vente par correspondance dans le Maine » : Plum Gables, appelée aussi Leavitt House. Construite vers 1890 pour Alva B. Leavitt, un monteur et forgeron de la ville, elle fut réalisée par un entrepreneur local, Chester Coburn, sur un modèle de conception de style néo-gothique publié par la firme d'architecture de George Palliser. Il s'agit d'une structure à ossature de bois, de plan rectangulaire, avec un toit à plusieurs pignons, un bardage à clins et des bardeaux décoratifs, qui se trouve flanquée d'une tour carrée de trois étages à toit pyramidal.

## Source
- (en) Cet article est partiellement ou en totalité issu de l’article de Wikipédia en anglais intitulé « Sherman, Maine » (voir la liste des auteurs).